# Relaciones Bielorrusia-Venezuela

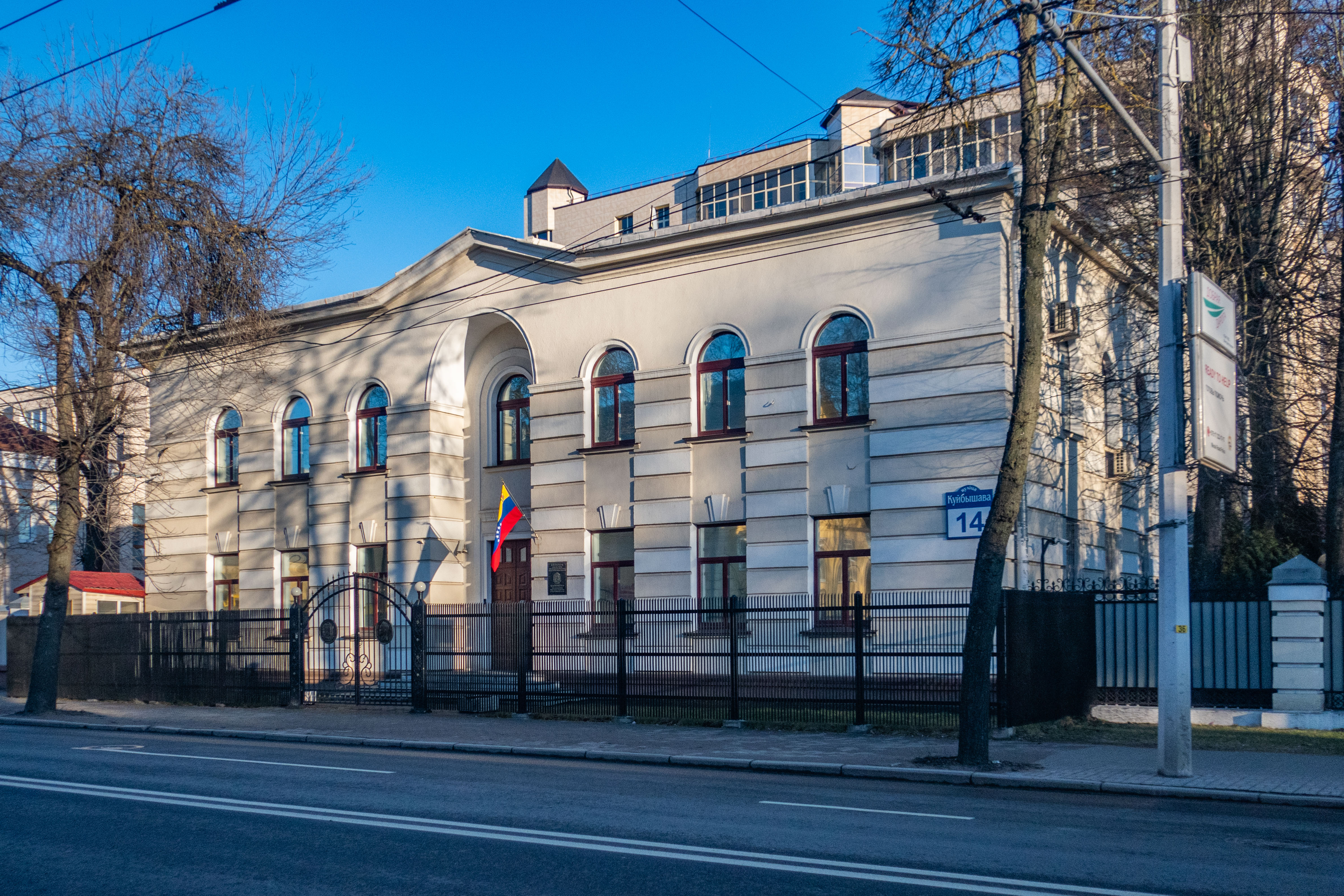
Embajada de Venezuela en Minsk, Bielorrusia

Las relaciones Bielorrusia-Venezuela se refieren a las relaciones internacionales que existen entre Bielorrusia y Venezuela.

## Historia
Las relaciones entre Bielorrusia y Venezuela pueden evaluarse en dos etapas: Chávez y post-Chávez. El primer período (2006 - 2013) se caracteriza por un crecimiento económico, y un incremento en los intercambios comerciales entre ambos países. El presidente de Venezuela, Hugo Chávez, visitó Bielorrusia en 2006 y después sucesivamente en 2007, 2008, 2009 y 2010.[cita requerida] El presidente de Bielorrusia, Aleksandr Lukashenko, visitó Venezuela en 2007, 2010 y 2012. Ambos mandatarios mantuvieron buenas relaciones. La relación con el chavismo era tan positiva que se plantearon proyectos internacionales entre ambos países en campos como infraestructuras, petróleo y gas o colaboración militar.
Según la investigación conjunta de 2023 realizada por OCCRP, el Centro de Investigación de Bielorrusia y Armando.info, las autoridades bielorrusas no pagaron a Venezuela 1.400 millones de dólares en virtud de un contrato petrolero de 2010. Así lo confirmó Rafael Ramírez Carreño, quien dirigió el Ministerio de Energía y Petróleo durante el gobierno de Chávez.
Bielorrusia reconoció los resultados de las elecciones presidenciales de Venezuela de 2018, donde Nicolás Maduro fue declarado como ganador. Durante la crisis presidencial de Venezuela en 2019, Bielorrusia expresó su respaldo a Maduro. En las elecciones presidenciales de Bielorrusia de 2020, Maduro felicitó a Lukashenko «por la inobjetable victoria alcanzada en la primera vuelta de las elecciones presidenciales». Ha sido uno de los pocos presidentes en el mundo en felicitarlo.